# Завада-Ушевська
Завада-Ушевська (пол. Zawada Uszewska) — село в Польщі, у гміні Ґнойник Бжеського повіту Малопольського воєводства.
Населення — 568 осіб (2011).
У 1975-1998 роках село належало до Тарновського воєводства.

## Демографія
Демографічна структура станом на 31 березня 2011 року:
|          | Загалом | Допрацездатний вік | Працездатний вік | Постпрацездатний вік |
| -------- | ------- | ------------------ | ---------------- | -------------------- |
| Чоловіки | 277     | 68                 | 185              | 24                   |
| Жінки    | 291     | 77                 | 161              | 53                   |
| Разом    | 568     | 145                | 346              | 77                   |